# کریستین سارامانیا
کریستین سارامانیا (فرانسوی: Christian Sarramagna‎؛ زادهٔ ۲۹ دسامبر ۱۹۵۱) بازیکن و مربی سابق فوتبال اهل فرانسه است.
از باشگاه‌هایی که در آن بازی کرده‌است می‌توان به باشگاه فوتبال مون‌پلیه و باشگاه فوتبال سن-اتین اشاره کرد.
وی همچنین در تیم ملی فوتبال فرانسه بازی کرده‌است.